# Krijtrots van Heimans

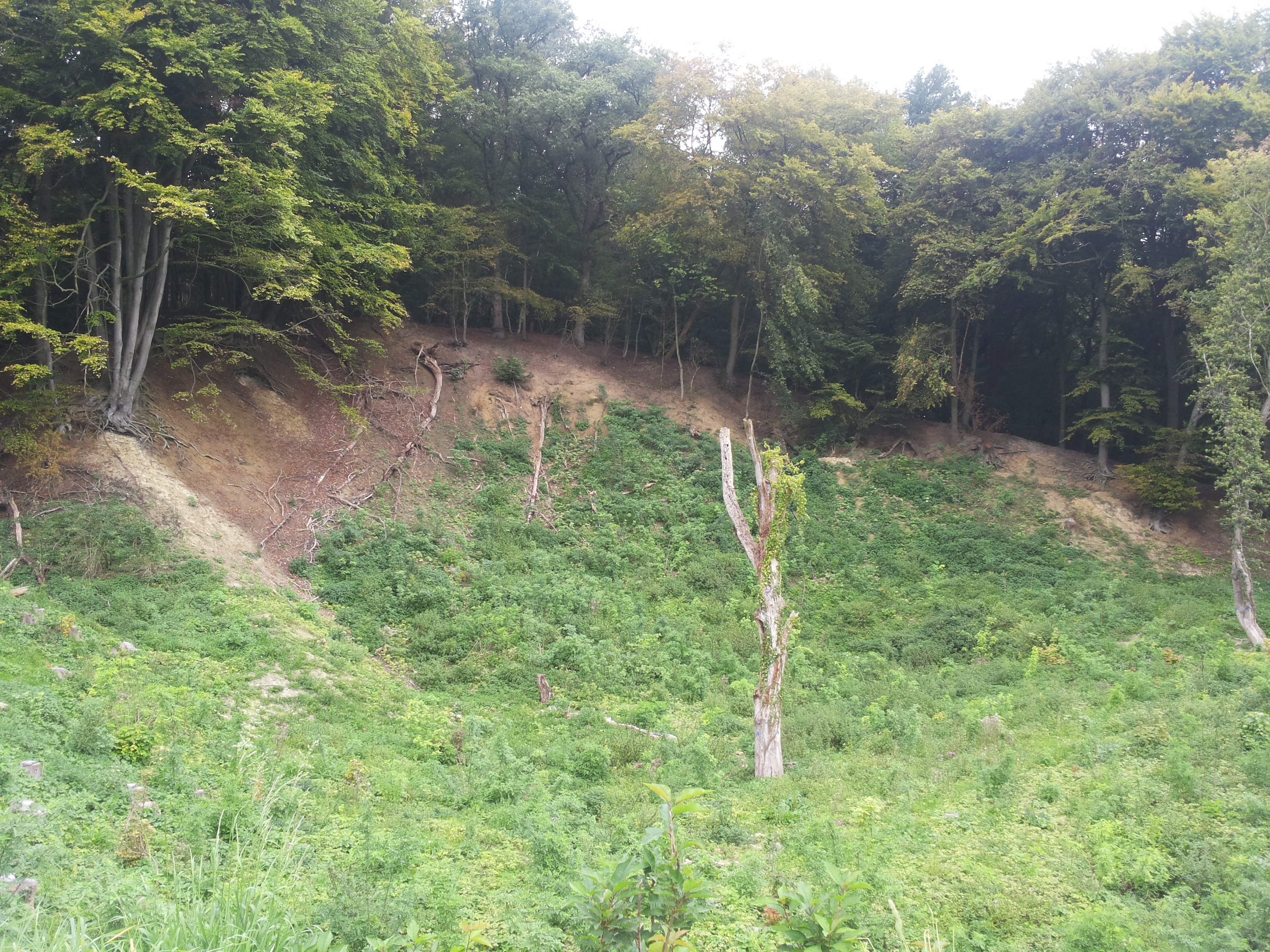
Krijtrots van Heimans in 2014

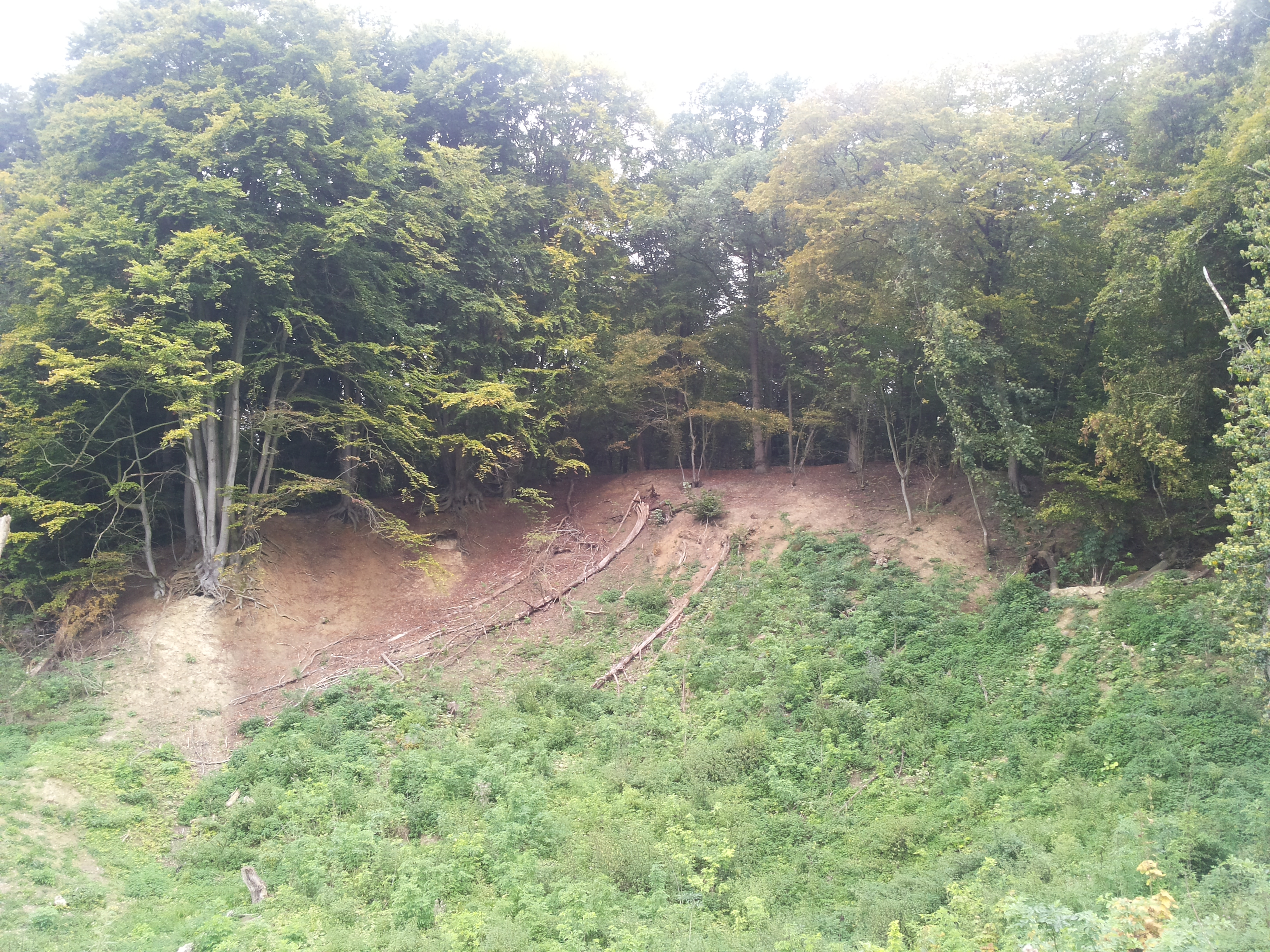
Krijtrots van Heimans in 2014

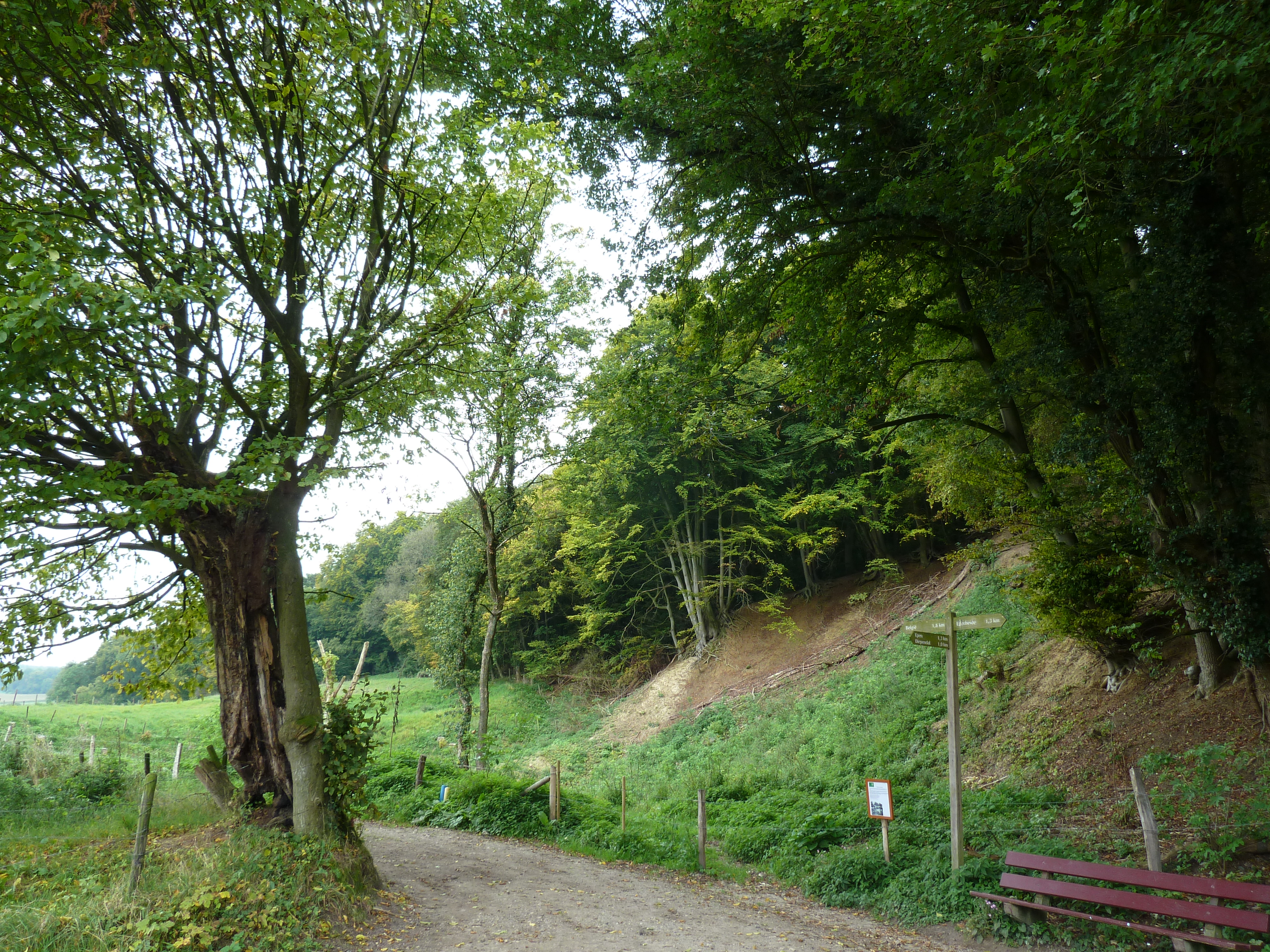
Naar de krijtrotsen

De Krijtrots van Heimans, ook aangeduid met Epener kalkrots, is een Limburgse mergelgroeve (mergelkuil) en geologisch monument in Nederlands Zuid-Limburg in de gemeente Gulpen-Wittem. De voormalige dagbouwgroeve ligt ten zuidwesten van Epen en ten zuidoosten van Eperheide. De groeve ligt hier hoog in de westelijke dalwand van het riviertje de Geul in het Geuldal en ligt op de oostelijke helling van het Plateau van Crapoel aan de noordoostkant van het Onderste Bosch.
De kalkwand van de groeve heeft een hoogte van ongeveer 25 meter.
De groeve en kalkrots is vernoemd naar Eli Heimans, een van de grondleggers van de natuurbescherming in Nederland.

## Geschiedenis
In 1911 noemde Eli Heimans deze krijtrots in zijn boek Uit ons Krijtland in het hoofdstuk Naar de krijtrotsen en ook beschreef hij deze rotsen in het tijdschrift De Levende Natuur.
In 1966 werd door Jongmans de kalkwand de Krijtrots van Heimans genoemd.

## Geologie
In de groeve bevindt zich kalksteen uit het onderste deel van de Formatie van Gulpen. Dit is een zachte fijnkorrelige kalksteen die hier ongeveer 73-69 miljoen jaar geleden op de zeebodem werd afgezet.
De Krijtrots van Heimans is een belemnietenkerkhof.

## Eli Heimans
's Morgens was ik al vroeg bij de rots ; die werd nu
door de zon uit 't oosten beschenen en was in toovermooi
bloementooneel veranderd, met coulissen van varens,
guirlandes van clematis en klimop, en met witte trappen,
bezet met meterhooge Belladonna. Ik klauterde op tegen
de rots; waar de hand greep om steun, brokkelde
de mergelkalk af en dan staken de bruine Belemnieten
bij drie, vier tegelijk uit de wit-grauwe
massa op, net gebroken en versteende sigaren.
— Eli Heimans in het tijdschrift De Levende Natuur (1903)